# Gridone
Der Gridone (italienisch Monte Limidario, im Tessin auch Ghiridone) ist ein Berg in den Tessiner Alpen, dessen Gipfel auf der Grenze zwischen Italien und der Schweiz liegt.
Mit 2186 m ü. M. ist er der höchste Gipfel am Ufer des Lago Maggiore zwischen den Tälern Centovalli und Valle Cannobina sowie einer der höchsten Berge südlich der Linie Centovalli – San Jorio-Pass und bietet deshalb eine umfassende Rundsicht.

## Aufstieg
Die einfachsten Aufstiege sind die Routen vom schweizerischen Brissago über das Rifugio Al Legn (Schwierigkeitsgrad T2, oberste Stellen T3-4, gemäss SAC-Wanderskala) sowie vom italienischen Cavaglio über die Alpe von Monti Olzeno und das Rifugio Biuse (T2, zuoberst T3). Der Berg ist ausserdem vom Centovalli (Ausgangspunkt Bordei 726 m ü. M. oder Rasa 898 m ü. M.) her erreichbar (durchwegs T3, je nach Schneelage auch schwieriger).
Der Aufstieg von Brissago kann dank der frei befahrbaren Strassen bis Mergugno (1060 m ü. M.) oder Cortaccio (1067 m ü. M.) abgekürzt werden. Von Cavaglio her ist die Fahrstrasse dagegen nur bis Gurrone offen.
Der Gridone ist auch im Winter als Skitour beliebt. In diesem Fall erfolgt der Aufstieg meist von Mergugno oder Cortaccio, zwei Weiler, die oberhalb Brissago liegen.

Werner Friedli (Fotograf): Gridone und Walliser Alpen, historisches Luftbild (1946)

## Nachweise
1. 1 2  Lage & Höhe bei «geo admin.ch» und «ortsnamen.ch».
2. ↑  Ernst Höhne: Knaurs Lexikon für Bergfreunde / Die Alpen zwischen Matterhorn und Bodensee. Droemer Knaur, München 1987, ISBN 3-426-26223-1, S. 129.